# Qualificazioni al campionato mondiale di calcio 2026
Le qualificazioni al campionato mondiale di calcio 2026 determineranno 45 delle 48 squadre partecipanti al torneo, cui si aggiungono il Canada, il Messico e gli Stati Uniti come nazioni ospitanti.

## Squadre qualificate

Squadre qualificate
Squadre in corsa per qualificarsi
Squadre non qualificate
Squadre ritirate o sospese
Non membro FIFA

Squadre qualificate
     Squadre in corsa per qualificarsi
     Squadre non qualificate
     Squadre ritirate o sospese
     Non membro FIFA
| Nr | Nazionali     | Torneo di qualificazione                                        | Data di qualificazione | Numero partecipazioni fase finale | Ultima partecipazione fase finale | Fasi finali consecutive | Miglior risultato fase finale                    |
| -- | ------------- | --------------------------------------------------------------- | ---------------------- | --------------------------------- | --------------------------------- | ----------------------- | ------------------------------------------------ |
| 1  | Canada        | Qualificata di diritto come paese ospitante                     | 31 agosto 2022         | 3                                 | 2022                              | 2                       | Primo turno (1986, 2022)                         |
| 2  | Messico       | Qualificata di diritto come paese ospitante                     | 31 agosto 2022         | 18                                | 2022                              | 9                       | Quarti di finale (1970, 1986)                    |
| 3  | Stati Uniti   | Qualificata di diritto come paese ospitante                     | 31 agosto 2022         | 12                                | 2022                              | 2                       | Terzo posto (1930)                               |
| 4  | Giappone      | 1ª classificata del gruppo C della terza fase di qualificazione | 20 marzo 2025          | 8                                 | 2022                              | 8                       | Ottavi di finale (2002, 2010, 2018, 2022)        |
| 5  | Nuova Zelanda | Vincitrice del terzo turno di qualificazione                    | 24 marzo 2025          | 3                                 | 2010                              | 1                       | Primo turno (1982, 2010)                         |
| 6  | Iran          | 1ª classificata del gruppo A della terza fase di qualificazione | 25 marzo 2025          | 7                                 | 2022                              | 4                       | Primo turno (1978, 1998, 2006, 2014, 2018, 2022) |
| 7  | Argentina     | 1ª classificata nel gruppo di qualificazione                    | 25 marzo 2025          | 19                                | 2022                              | 14                      | Campione (1978, 1986, 2022)                      |
| 8  | Uzbekistan    | 2ª classificata del gruppo A della terza fase di qualificazione | 5 giugno 2025          | 0                                 | Esordiente                        | 0                       | -                                                |
| 9  | Corea del Sud | 1ª classificata del gruppo B della terza fase di qualificazione | 5 giugno 2025          | 11                                | 2022                              | 10                      | Quarto posto (2002)                              |
| 10 | Giordania     | 2ª classificata del gruppo B della terza fase di qualificazione | 5 giugno 2025          | 0                                 | Esordiente                        | 0                       | -                                                |
| 11 | Australia     | 2ª classificata del gruppo C della terza fase di qualificazione | 10 giugno 2025         | 6                                 | 2022                              | 5                       | Ottavi di finale (2006, 2022)                    |
| 12 | Brasile       | 2/3/4/5/6ª classificata nel gruppo di qualificazione            | 11 giugno 2025         | 22                                | 2022                              | 22                      | Campione (1958, 1962, 1970, 1994, 2002)          |
| 13 | Ecuador       | 2/3/4/5/6ª classificata nel gruppo di qualificazione            | 11 giugno 2025         | 4                                 | 2022                              | 2                       | Ottavi di finale (2006)                          |
| 14 |               |                                                                 |                        |                                   |                                   |                         |                                                  |
| 15 |               |                                                                 |                        |                                   |                                   |                         |                                                  |
| 16 |               |                                                                 |                        |                                   |                                   |                         |                                                  |
| 17 |               |                                                                 |                        |                                   |                                   |                         |                                                  |
| 18 |               |                                                                 |                        |                                   |                                   |                         |                                                  |
| 19 |               |                                                                 |                        |                                   |                                   |                         |                                                  |
| 20 |               |                                                                 |                        |                                   |                                   |                         |                                                  |
| 21 |               |                                                                 |                        |                                   |                                   |                         |                                                  |
| 22 |               |                                                                 |                        |                                   |                                   |                         |                                                  |
| 23 |               |                                                                 |                        |                                   |                                   |                         |                                                  |
| 24 |               |                                                                 |                        |                                   |                                   |                         |                                                  |
| 25 |               |                                                                 |                        |                                   |                                   |                         |                                                  |
| 26 |               |                                                                 |                        |                                   |                                   |                         |                                                  |
| 27 |               |                                                                 |                        |                                   |                                   |                         |                                                  |
| 28 |               |                                                                 |                        |                                   |                                   |                         |                                                  |
| 29 |               |                                                                 |                        |                                   |                                   |                         |                                                  |
| 30 |               |                                                                 |                        |                                   |                                   |                         |                                                  |
| 31 |               |                                                                 |                        |                                   |                                   |                         |                                                  |
| 32 |               |                                                                 |                        |                                   |                                   |                         |                                                  |
| 33 |               |                                                                 |                        |                                   |                                   |                         |                                                  |
| 34 |               |                                                                 |                        |                                   |                                   |                         |                                                  |
| 35 |               |                                                                 |                        |                                   |                                   |                         |                                                  |
| 36 |               |                                                                 |                        |                                   |                                   |                         |                                                  |
| 37 |               |                                                                 |                        |                                   |                                   |                         |                                                  |
| 38 |               |                                                                 |                        |                                   |                                   |                         |                                                  |
| 39 |               |                                                                 |                        |                                   |                                   |                         |                                                  |
| 40 |               |                                                                 |                        |                                   |                                   |                         |                                                  |
| 41 |               |                                                                 |                        |                                   |                                   |                         |                                                  |
| 42 |               |                                                                 |                        |                                   |                                   |                         |                                                  |
| 43 |               |                                                                 |                        |                                   |                                   |                         |                                                  |
| 44 |               |                                                                 |                        |                                   |                                   |                         |                                                  |
| 45 |               |                                                                 |                        |                                   |                                   |                         |                                                  |
| 46 |               |                                                                 |                        |                                   |                                   |                         |                                                  |
| 47 |               |                                                                 |                        |                                   |                                   |                         |                                                  |
| 48 |               |                                                                 |                        |                                   |                                   |                         |                                                  |

## AFC
Il 1º agosto 2022, l'Asian Football Confederation ha approvato il nuovo format di qualificazione per le nazionali asiatiche per gli otto posti diretti e chi accederà agli spareggi intercontinentali assegnati dalla FIFA in seguito all'espansione del campionato mondiale a 48 squadre:
- Prima fase: le 20 squadre con il peggior ranking del continente si sfidano in partite di andata e ritorno.
- Seconda fase: alle dieci squadre vincitrici della prima fase si aggiungono le altre 26 per un totale di 36 squadre che sono divise in 9 gruppi da 4 squadre con partite di andata e ritorno. Le prime e le seconde classificate si qualificano alla terza fase.
- Terza fase: le 18 squadre vengono divise in tre gruppi da 6 squadre ciascuno con partite di andata e ritorno. Le prime due di ogni girone si qualificano alla fase finale del Mondiale 2026, le terze e le quarte vanno alla quarta fase.
- Quarta fase: le 6 squadre vengono divise in due gironi da 3 squadre ciascuno con partite in gara unica. Le prime classificate si qualificheranno direttamente alla fase finale del Mondiale 2026, le seconde classificate passano alla quinta fase.
- Quinta fase: si sfidano le due seconde classificate della quarta fase. La vincitrice accederà allo spareggio intercontinentale.

## CAF
Il 19 maggio 2023 la Confédération Africaine de Football ha annunciato un nuovo formato di qualificazione per le nazionali africane. Le 54 squadre sono state sorteggiate in nove gironi da sei squadre. La vincitrice di ogni girone si qualificherà per la fase finale, mentre le migliori quattro seconde classificate parteciperanno a uno spareggio per determinare quale squadra avanzerà agli spareggi intercontinentali.

## CONCACAF
Canada, Messico e Stati Uniti sono qualificati automaticamente come nazioni ospitanti. Il 28 febbraio 2023 la CONCACAF ha annunciato il formato di qualificazione per la qualificazione ai Mondiali 2026.
- Prima fase: le quattro squadre con il peggior ranking continentale (classificate dal 29º al 32º posto) saranno divise in due incontri, giocati in andata e ritorno. Le due vincitrici avanzeranno alla fase successiva;
- Seconda fase: trenta squadre, le due vincitrici della prima fase e le squadre classificate dal 1º al 28º posto, verranno sorteggiate in sei gironi da cinque squadre. Giocheranno partite in gara unica in girone all'italiana (due in casa e due in trasferta), con le prime due di ogni girone che si qualificheranno per la terza fase;
- Terza fase: le dodici squadre qualificate dalla seconda fase verranno sorteggiate in tre gironi da quattro squadre. Giocheranno un girone all'italiana con partite di andata e ritorno, con le tre vincitrici dei gironi che si qualificheranno alla fase finale del Mondiale 2026. Le due migliori seconde classificate avanzeranno agli spareggi intercontinentali.

## CONMEBOL
Come avviene dalle qualificazioni a Francia 1998, le 10 squadre affiliate alla confederazione sudamericana CONMEBOL si sfideranno in un girone unico con gare di andata e ritorno. Le prime sei squadre si qualificheranno per la fase finale del campionato mondiale mentre la settima classificata accederà agli spareggi intercontinentali.

## OFC
Con l'allargamento della rassegna iridata a 48 squadre anche l'OFC avrà un posto assicurato. Le quattro squadre con il ranking più basso (Tonga, Samoa, Isole Cook, Samoa Americane) giocheranno una serie di partite a eliminazione diretta a settembre 2024 nel primo dei tre turni di qualificazione. La squadra vincitrice si unirà alle sette squadre con il ranking più alto in due gironi da quattro squadre nel secondo turno con le prime due squadre classificate che giocheranno un turno a eliminazione diretta di tre partite nel marzo 2025, con la vincitrice che si qualificherà per la fase finale e la seconda classificata che andrà agli spareggi intercontinentali.

## UEFA

Logo del torneo di qualificazione UEFA per la Coppa del Mondo.

Il 25 gennaio 2023 la UEFA ha rivelato il nuovo formato di qualificazione delle nazionali europee. Le fasi preliminari saranno ridotte a gironi formati da quattro o cinque squadre (rispetto alle cinque o sei attuali) con l’obiettivo di rendere la competizione meno prevedibile e più dinamica. Il nuovo format prevede la suddivisione delle 55 nazionali in 12 raggruppamenti, ma a causa dell'invasione russa dell'Ucraina del 2022, la Russia rimane sospesa dall'UEFA. Le vincitrici di ogni girone di qualificazioni accederanno alla fase finale, mentre le seconde classificate e le quattro squadre col miglior ranking nella Nations League parteciperanno agli spareggi.

## Interzona
Gli spareggi intercontinentali consistono in un torneo playoff che coinvolgerà sei nazionali per decidere gli ultimi due posti per il torneo iridato: essi consistono in una squadra per confederazione, ad eccezione della UEFA, e una squadra aggiuntiva dalla confederazione dei paesi ospitanti (CONCACAF).
Due delle squadre saranno teste di serie in base al Ranking FIFA e sfideranno le vincitrici delle prime due partite a eliminazione diretta che coinvolgono le quattro squadre non teste di serie.
Il torneo verrà disputato nei paesi ospitanti e sarà utilizzato come evento di prova per il torneo iridato.